# Rian Malan
Rian Malan (* 1954 in Blairgowrie/Johannesburg) ist ein südafrikanischer Journalist und Autor.

## Leben
Die Vorfahren von Rian Malan gehörten zu den ersten europäischen Siedlern im heutigen Südafrika. Jacques Malan gelangte 1688 als hugenottischer Flüchtling in die damalige niederländische Kapkolonie. Er ist ein Großneffe des Mitgründers der National Party, Daniel François Malan, und mit dem ehemaligen südafrikanischen Verteidigungsminister General Magnus Malan verwandt.
Sein Vater studierte an der Universität Stellenbosch und gehört Ende der 1930er Jahre dort dem Ossewabrandwag an, der gegen Südafrikas Beteiligung am britischen Einsatz im Zweiten Weltkrieg agitierte, verließ die Organisation jedoch, als es zu Anschlägen auf Polizeistationen kam. Später arbeitete er als Mathematiklehrer in Queenstown und als Personalmanager bei einem Ölkonzern.
Rian Malan wuchs in Linden, einem Vorort von Johannesburg, auf, den er in der Rückschau als „Glasbodenboot“ beschreibt, das auf einem „gewalttätigen und mysteriösen Ozean“ schwamm. Er arbeitete in Südafrika zunächst als Journalist für The Star, hauptsächlich als Verbrechens- und Gerichtsberichterstatter. 1976 wanderte er unter dem Eindruck der zunehmenden Gewalt und Rassenunruhen in die USA aus. 1985 kehrte er in das inzwischen weitgehend im erklärten Ausnahmezustand befindliche Südafrika zurück.
Seine Herkunft, Exil und Rückkehr und den Zustand Südafrikas in den Jahren vor dem Ende der Apartheid verarbeitete Malan in seinem teils autobiographischen Buch My traitor’s heart, das 1990 erschien.

### Kontroversen
Obwohl das Buch international ein Erfolg und in mehrere Sprachen übersetzt wurde, entwickelte sich Malan in Südafrika in der Folge zur persona non grata, da er unter anderem die Verwicklung der Ehefrau Nelson Mandelas, Winnie Mandela, in mehrere ungeklärte Mordfälle und dessen enge Freundschaft zu Muammar al-Gaddafi öffentlich thematisierte. Den African National Congress bezeichnete er als „eine Art stalinistische Partei“. Er kritisierte auch übertriebene UN-Statistiken über die Verbreitung von AIDS in Südafrika, da Malaria und Tuberkulose weit mehr Opfer in der afrikanischen Bevölkerung forderten. Obwohl er AIDS als ernstes Problem in Südafrika sieht, sei die Infektionsrate sehr viel niedriger als vorhergesagt. Diese an sich guten Nachrichten würden jedoch unterdrückt, um das Spendenaufkommen nicht zu gefährden. 2007 korrigierte die UN die prognostizierten Infektionsraten drastisch nach unten, was Malans Thesen zu bestätigen scheint. Seine Reportagen zu diesem Thema sind 2009 im Sammelband „Resident Alien“ erschienen.

### Kampagne umMbube
Malan engagierte sich auch für die Rechte von Solomon Linda, dem Komponisten von Mbube, das als Wimoweh durch Pete Seeger (November 1951) und schließlich als The Lion Sleeps Tonight von den The Tokens (Oktober 1961) ein weltweiter Millionenseller wurde. Linda hatte seine Rechte am Song im August 1939 an seinen Musikproduzenten Eric Gallo verkauft. Malan verfasste im US-Musikmagazin Rolling Stone im Mai 2000 einen Artikel über die Songhistorie und brachte den Stein ins Rollen. Daraufhin übernahm im Jahre 2001 der südafrikanische Rechtsanwalt Hanro Friedrich zusammen mit Owen Dean die Vertretung von Lindas drei Töchtern im Urheberrechtsstreit. 2003 entdeckten die Anwälte, dass eine Klausel im südafrikanischen Imperial Copyright Act of 1911 eine Rechterückgabe 25 Jahre nach dem Tod des Autors auf dessen Erben ermöglichte; das wäre 1987 gewesen. Im September 2004 entschied ein südafrikanisches Gericht in diesem Sinne. Nach jahrelangen Kampagnen wurde erreicht, dass die Familie Lindas einen Anteil aller zukünftigen Einnahmen erhält, die mit dem Song erzielt werden. Diese Geschichte ist ein Kernelement von Malans Buch The Lion Sleeps Tonight, das 2013 erschien.

## Bücher
- My traitor’s heart: A Southafrican exile returns to face his country, his tribe, and his conscience. A Morgan Entrekin Book/The Atlantic Monthly Press, 1990, ISBN 0-87113-229-X.
  - Deutsche Ausgabe: Mein Verräter-Herz. Rowohlt, Reinbek bei Hamburg 1990, ISBN 3-498-04332-3.
- Resident Alien. Jonathan Ball Publishers, 2009, ISBN 978-1-8684-2387-3.
- The Lion Sleeps Tonight. And other stories of Africa.  Grove Press, 2013, ISBN 978-0-8021-1990-2.